# Elecciones estatales de Hesse de 2013
Una elección estatal se celebró en Hesse el 22 de septiembre de 2013, coincidiendo con las elecciones federales de ese año. El 8 de febrero de 2013, el ministro-presidente Volker Bouffier había aceptado la propuesta del Presidente Joachim Gauck de celebrar las elecciones estatales el mismo día que las elecciones federales. El 17 de diciembre, la CDU y los Verdes anunciaron un acuerdo de coalición provisional, que fue confirmado el 21 de diciembre, siendo la creación de la segunda coalición CDU-Verdes en un estado alemán, después de la formada por el gobierno de Ole von Beust en Hamburgo en 2008.

## Resultados
| Partido             | Partido             | Votos directos | Mandatos directos | Votos de lista | %        | Escaños |
| ------------------- | ------------------- | -------------- | ----------------- | -------------- | -------- | ------- |
|                     | CDU                 | 1.329.746      | 41                | 1.199.633      | 38,3     | 47      |
|                     | SPD                 | 1.092.125      | 14                | 961.896        | 30,7     | 37      |
|                     | GRÜNE               | 289.830        | —                 | 348.661        | 11,1     | 14      |
|                     | DIE LINKE           | 160.531        | —                 | 161.488        | 5,2      | 6       |
|                     | FDP                 | 93.098         | —                 | 157.451        | 5,0      | 6       |
|                     | AfD                 | 42.721         | —                 | 126.906        | 4,1      |         |
|                     | PIRATEN             | 62.986         | —                 | 60.159         | 1,9      |         |
|                     | FREIE WÄHLER        | 35.136         | —                 | 38.433         | 1,2      |         |
|                     | NPD                 | —              | —                 | 33.433         | 1,1      |         |
|                     | Die PARTEI          | 1.786          | —                 | 15.109         | 0,5      |         |
|                     | REP                 | 1.930          | —                 | 9.360          | 0,3      |         |
|                     | ADd                 | —              | —                 | 4.498          | 0,1      |         |
|                     | ÖDP                 | —              | —                 | 4.024          | 0,1      |         |
|                     | AGP                 | 606            | —                 | 2.546          | 0,1      |         |
|                     | AVIP                | —              | —                 | 2.453          | 0,1      |         |
|                     | LUPe                | 751            | —                 | 1.998          | 0,1      |         |
|                     | BüSo                | 261            | —                 | 1.422          | 0,0      |         |
|                     | PSG                 | 62             | —                 | 1.311          | 0,0      |         |
|                     | Demokratie erneuern | 387            | —                 | —              | —        |         |
|                     | APPD                | 306            | —                 | —              | —        | —       |
|                     | DIE RECHTE          | 300            | —                 | —              | —        | —       |
|                     | ÖkoLinX             | 34             | —                 | —              | —        | —       |
| Votos válidos       | Votos válidos       | 3.112.596      | 55                | 3.130.781      | 100 %    | 110     |
| Votos nulos         | Votos nulos         | 103.610        | —                 | 85.425         | (2,7 %)  |         |
| Total/Participación | Total/Participación | 3.216.206      | 3.216.206         | 3.216.206      | (73,2 %) |         |